# Amadou Coulibaly (homme politique)
Amadou Coulibaly  est un homme politique ivoirien. Il est l’actuel ministre de la Communication, porte-parole du gouvernement de la république de Côte d'Ivoire,.
Il est reconduit à son poste de ministre dans le nouveau gouvernement de Robert Beugré Mambé le 17 octobre 2023.

## Biographie

### Etudes et diplômes
Parenté à Amadou Gon Coulibaly, Amadou Coulibaly a fréquenté l'École militaire préparatoire technique (EMPT) de Bingerville,. Il est titulaire d'un diplôme de Lettres modernes de l’École normale supérieure d’Abidjan (ENS) et du Centre d’étude et de recherche en communication (CERCOM) de l’université de Cocody,.

### Expérience professionnelle
Amadou Coulibaly commence sa carrière professionnelle en 1990 en tant que professeur des collèges au lycée municipal de Koumassi,. En 2003, il intègre le ministère de l'Agriculture en tant que chef du service de communication et des relations publiques, avec rang de directeur d'administration centrale. Il occupe ce poste jusqu'en 2008,. Par la suite, de 2010 à 2015, Amadou Coulibaly occupe la fonction de conseiller en communication chargé de l’audiovisuel, des technologies de l’information et de la communication du chef de l’État ivoirien, Alassane Ouattara. Il devient en 2015, le directeur des services extérieurs de la présidence de la république de Côte d’Ivoire.
Promu conseiller diplomatique en 2018, puis ambassadeur en 2019, Amadou Coulibaly est nommé le 6 avril 2021, en qualité de ministre de la Communication, des Médias et de la Francophonie, porte-parole du gouvernement. Il est reconduit dans ses fonctions en tant que ministre de la Communication et de l'Économie numérique, porte-parole du gouvernement, dans le nouveau gouvernement de Patrick Achi du 20 avril 2022. Il est encore reconduit dans le gouvernement du premier ministre Robert Beugré Mambé le 17 octobre 2023.

### Parcours politique
Amadou Coulibaly s'engage en politique dans les années 1995 au sein du Rassemblement des républicains (RDR),,. Il y occupe au début des années 2000 le poste de secrétaire national adjoint à la communication, avant de devenir en 2005 le conseiller en communication du président dudit parti, Alassane Ouattara. Également membre du bureau politique du Rassemblement des houphouëtistes pour la démocratie et la paix (RHDP), Amadou Coulibaly est élu en mars 2021, député de la circonscription de Korhogo sous-préfecture.

## Distinction
- Officier de l'ordre national de la République de Côte d'Ivoire[2],[4]

## Prix et récompenses
- 2022 : Prix africain du Mérite et de l’Excellence (PADEV, Kigali)[7],[8]